# Лаганский район
Лага́нский райо́н (калм. Лаганя улс) — административно-территориальная единица в составе Республики Калмыкия Российской Федерации, в границах которой образован муниципальный район Лаганское районное муниципальное образование. Административный центр — город Лагань.
Население — 18 156 чел. (2019 г.)

## История
Лаганский улус (район) образован 25 января 1935 года в результате разукрупнения Приморского улуса. Окончательно территория улуса была сформирована в 1938 году: постановлением Президиума ВЦИК от 24 января 1938 года и ЦИК Калмыцкой АССР от 4 февраля Лаганскому улусу из состава Долбанского улуса были переданы Белоозерский, Цекертинский, Центральный, Оленичевский, Баруновский сельские советы, в свою очередь, Долбанскому улусу были переданы Багацокуровский, Дальчинский, Чимбинский и Шебенеровский сельские советы.
В связи с депортацией калмыцкого народа и ликвидацией Калмыцкой АССР в декабре 1943 года передан в состав Астраханской области.
С 1 января 1958 года вновь образован как Каспийский район в составе Калмыцкой автономной области. С 1 апреля 1963 года район был упразднен, территория присоединена к Черноземельскому району. Восстановлен 12 января 1965 года. В 1995 году переименован в Лаганский район.

## География
Район расположен на юго-востоке Республики Калмыкия на Прикаспийской низменности у побережья Каспийского моря. Характерной особенностью рельефа района являются Бэровские бугры. На юге район граничит с Республикой Дагестан, на западе — с Черноземельским районом, на севере — с Астраханской областью, на востоке омывается Каспийским морем. Протяжённость морского побережья, прилегающего к территории района, составляет 130 км. По границе с Черноземельским районом проходит железная дорога «Астрахань—Кизляр». Площадь территории района — 4685 км². Расстояние от районного центра до г. Элиста — 310 км.

### Гидрография
Воды Каспийского моря у побережья района относительно пресные. Непосредственное влияние на побережье оказывает близость реки Волги. Наиболее развита гидрографическая сеть в северо-западной части района. Здесь имеется ряд ильменей и водохранилищ, как Красинское, Рыжковское, Бабинское, Цомокское и другие. Все внутренние водоёмы имеют накопительно-регулировочное назначение для целей водоснабжения. Развита сеть магистральных каналов оросительных систем (Оля-Каспийский, Оленичевский и др.). Восточная и юго-восточная часть района периодически затапливается нагонными водами Каспия на глубину от 6 до 10 км территории.

### Климат
Территория Лаганского района благодаря своему географическому положению получает много солнечной радиации. Количество суммарной солнечной энергии колеблется от 115 ккал/см² до 120 ккал/см². Продолжительность солнечного сияния здесь составляет 2180—2250 часов в год.
Температура воздуха имеет резко выраженный годовой ход. Амплитуда абсолютных температур воздуха в течение года составляет 80-90ºС. Максимальная температура июля — плюс 42°С, минимальная температура января — минус 34-36°С, средняя температура января — минус 5 — 8°С, средняя температура июля — плюс 23 — 26°С. Вегетационный период с температурой выше 10°С продолжается от 180 до 213 дней.
Количество осадков колеблется от 300 до 400 мм.
Относительная влажность воздуха имеет ярко выраженный годовой ход. Наименьшие значения отмечаются в июле — 45-50 %, минимальные (в отдельные дни) могут быть 20 % и ниже

### Почвы
Почвенный покров отличается комплексностью, которая обусловлена развитым микрорельефом, недостаточным и неустойчивым атмосферным увлажнением. В этой связи даже незначительные различия в перераспределении осадков оказывают существенное влияние на растительность, водно-солевой режим почв и процессы гумусонакопления.
В пределах района широкое распространение получили светло-каштановые и бурые полупустынные почвы, сформированные на Прикаспийской низменности. В более выраженных депрессиях рельефа с близким уровнем залегания грунтовых вод сформировались гидроморфные почвы: луговые, лугово-болотные, болотные, солончаки, солонцы луговые.
Значительные площади заняты песками, площади которых увеличиваются в направлении к юго-востоку. Приморская полоса занята луговыми примитивными почвами в различной степени засоленными и дефлированными.

## Население
Распределение населения района
 Лагань (73,76 %) Улан-Хол (10,66 %) Джалыково (5,53 %) Красинское (5 %) Северное (4,49 %) Буранное (0,56 %)
| 1939    | 1959    | 1970    | 1979    | 1989    | 2000    | 2002    | 2008    | 2009    |
| ------- | ------- | ------- | ------- | ------- | ------- | ------- | ------- | ------- |
| 19 171  | ↘18 223 | ↗21 844 | ↗22 193 | ↗23 651 | ↘21 628 | ↘20 007 | ↘19 654 | ↘19 394 |
| 2010    | 2011    | 2012    | 2013    | 2014    | 2015    | 2016    | 2017    | 2018    |
| ↗20 089 | ↘20 057 | ↘19 625 | ↘19 254 | ↘19 007 | ↘18 676 | ↘18 539 | ↘18 472 | ↘18 356 |
| 2019    | 2020    | 2021    | 2024    |         |         |         |         |         |
| ↘18 156 | ↘17 866 | ↗18 549 | ↗18 650 |         |         |         |         |         |

Согласно прогнозу Минэкономразвития России, численность населения будет составлять:
- 2024 — 17,41 тыс. чел.
- 2035 — 15,1 тыс. чел.

### Урбанизация
В городских условиях (город Лагань) проживают 73.76 % населения района.
Изменение численности населения района за период с 1939 по 2010 год по данным всесоюзных и всероссийских переписей, а также доля районного центра (город Лагань)

:
Национальный состав
| Народ                                                                     | 1939 год чел. | 2010 год чел.   |
| ------------------------------------------------------------------------- | ------------- | --------------- |
| Калмыки                                                                   | 9113 (47,5 %) | 10 976 (54,6 %) |
| Русские                                                                   | 9004 (46,7 %) | 6113 (30,4 %)   |
| Казахи                                                                    | 712 (3,7 %)   | 1365 (6,8 %)    |
| Рутульцы                                                                  | …             | 406 (2,0 %)     |
| Татары                                                                    | 154 (0,8 %)   | 370 (1,8 %)     |
| Даргинцы                                                                  | …             | 149 (0,7 %)     |
| Аварцы                                                                    | …             | 130 (0,65 %)    |
| Чеченцы                                                                   | …             | 124 (0,6 %)     |
| Показаны народы c численностью более 100 человек по состоянию на 2010 год |               |                 |

По итогам переписи населения 2020 года проживали следующие национальности (национальности менее 0,1 % и другое см. в сноске к строке «Другие»):
| Национальность | Численность, чел. | Доля     |
| -------------- | ----------------- | -------- |
| Калмыки        | 9997              | 53,90 %  |
| Русские        | 5150              | 27,76 %  |
| Казахи         | 1330              | 7,17 %   |
| Рутульцы       | 469               | 2,53 %   |
| Татары         | 276               | 1,49 %   |
| Даргинцы       | 144               | 0,78 %   |
| Лезгины        | 83                | 0,45 %   |
| Чеченцы        | 80                | 0,43 %   |
| Аварцы         | 63                | 0,34 %   |
| Цахуры         | 46                | 0,25 %   |
| Азербайджанцы  | 35                | 0,19 %   |
| Корейцы        | 31                | 0,17 %   |
| Украинцы       | 30                | 0,16 %   |
| Узбеки         | 29                | 0,16 %   |
| Другие         | 786               | 4,22 %   |
| Итого          | 18 549            | 100,00 % |

## Муниципально-территориальное устройство
В Лаганском районе 6 населённых пунктов в составе одного городского и четырёх сельских поселений:
| № | Городское и сельские поселения                  | Административный центр | Количество населённых пунктов | Население | Площадь, км² |
| - | ----------------------------------------------- | ---------------------- | ----------------------------- | --------- | ------------ |
| 1 | Лаганское городское муниципальное образование   | город Лагань           | 1                             | ↗13 834   | 1521,10      |
| 2 | Джалыковское сельское муниципальное образование | село Джалыково         | 2                             | ↘955      | 816,68       |
| 3 | Красинское сельское муниципальное образование   | село Красинское        | 1                             | ↘933      | 287,90       |
| 4 | Северное сельское муниципальное образование     | село Северное          | 1                             | ↘838      | 1054,61      |
| 5 | Уланхольское сельское муниципальное образование | посёлок Улан-Хол       | 1                             | ↘1989     | 1005,22      |

| № | Населённый пункт | Тип     | Население | Муниципальное образование                       |
| - | ---------------- | ------- | --------- | ----------------------------------------------- |
| 1 | Буранное         | село    | ↗305      | Джалыковское сельское муниципальное образование |
| 2 | Джалыково        | село    | ↘1032     | Джалыковское сельское муниципальное образование |
| 3 | Красинское       | село    | ↘933      | Красинское сельское муниципальное образование   |
| 4 | Лагань           | город   | ↘13 756   | Лаганское городское муниципальное образование   |
| 5 | Северное         | село    | ↘838      | Северное сельское муниципальное образование     |
| 6 | Улан-Хол         | посёлок | ↘1989     | Уланхольское сельское муниципальное образование |

## Экономика
Основными доминирующими отраслями являются: добыча нефти, рыбодобыча, животноводство. Нефтедобывающая промышленность является основной отраслью, составляющей экономику района. Отрасль представлена одним предприятием «Калмпетрол». Добыто нефти за 12 месяцев 2010 года 33000,0 тонн на сумму 264 млн рублей.
Сельскохозяйственным производством занимаются 5 сельхозпредприятий (ЗАО «Джалыково», ООО «Красный моряк», СПК «Красинский-2», СПК «Улан-Хол», артель Нижендаева). На 1 января 2011 года на территории района зарегистрировано 85 крестьянско-фермерских хозяйств.
Развито рисоводство, производятся попытки возделывания хлопка в районе

## Люди, связанные с районом
- Адьян Тюрбеевич Ходжгуров — Герой Социалистического Труда, заслуженный животновод Республики Калмыкия, депутат Верховного Совета Калмыцкой АССР, депутат Верховного Совета СССР.
- Гаря Бадмаевич Хохолов — защитник дома Павлова, участник Сталинградской битвы
- Хохол Манджиевич Джалыков — в ноябре 1927 года был избран ответственным секретарем Калмыцкого обкома ВКП (б)
- Николай Яковлевич Бурулов — народный писатель Калмыкии, заслуженный работник культуры Российской Федерации, почётный гражданин Республики Калмыкия.
- Борис Дорджиевич Очкаев — Заслуженный артист Республики Калмыкия, солист калмыцкого ансамбля « Йорял».
- Хасиков, Бату Сергеевич — российский кикбоксер, многократный чемпион мира среди профессионалов, общественно-политический деятель, представитель в Совете Федерации Федерального Собрания Российской Федерации от исполнительного органа государственной власти Республики Калмыкия (2012—2014 гг.), депутат Народного Хурала (Парламента) Республики Калмыкия (2008—2012 гг.), Кандидат политических наук (РАНХиГС при Президенте РФ).
- Михаил Валерьевич Ходжигиров — Заслуженный артист Республики Калмыкия, солист Северо-Кавказской государственной филармонии.